# Gervais
Gervais (kiejtése: ˈdʒərvɪs) az Amerikai Egyesült Államok északnyugati részén, Oregon állam Marion megyéjében elhelyezkedő város, a salemi statisztikai körzet része. A 2020. évi népszámlálási adatok alapján 2595 lakosa van.

## Története
A város névadója Joseph Gervais telepes. Az 1902. október 6-án kiütött tüzet a helyi tűzoltók nem tudták eloltani, így értesítették a salemi és portlandi egységeket. Az alig több mint egy óráig tartó tűzben kettő kivételével az összes üzleti létesítmény megsemmisült.
Az 1960-as években az óhitűek a település közelében kolóniát alapítottak (a 21. század elején az USA tagállamai közül Oregonban volt a legmagasabb az óhitűek lélekszáma).

## Népesség
A 2010-es népszámláláskor a városnak 2464 lakója, 579 háztartása és 506 családja volt. A népsűrűség 2464 fő/km2. A lakóegységek száma 628, sűrűségük 628 db/km2. A lakosok 52,4%-a fehér, 0,6%-a afroamerikai, 3,7%-a indián, 0,8%-a ázsiai,  38%-a egyéb, 4,5%-a pedig kettő vagy több etnikumú. A spanyol vagy latino származásúak aránya 67,1% (   )
A háztartások 61%-ában élt 18 évnél fiatalabb. 63,6% házas, 15,4% egyedülálló nő, 8,5% egyedülálló férfi, 12,6% pedig nem család. 7,8% egyedül élt; 1,9%-uk 65 éves vagy idősebb. Egy háztartásban átlagosan 4,25 személy élt; a családok átlagmérete 4,4 fő.
A medián életkor 26,3 év volt. A város lakóinak 37,3%-a 18 évesnél fiatalabb, 10,6% 18 és 24 év közötti, 30,6%-uk 25 és 44 év közötti, 17,8%-uk 45 és 64 év közötti, 3,7%-uk pedig 65 éves vagy idősebb. A lakosok 52,5%-a férfi, 47,5%-a pedig nő.

## Fordítás
- Ez a szócikk részben vagy egészben  a   Gervais, Oregon című angol Wikipédia-szócikk ezen változatának fordításán alapul.  Az eredeti cikk szerkesztőit annak laptörténete sorolja fel. Ez a jelzés csupán a megfogalmazás eredetét és a szerzői jogokat jelzi, nem szolgál a cikkben szereplő információk forrásmegjelöléseként.